# Centre hospitalier spécialisé de Rouffach
Le CHS de Rouffach est un hôpital psychiatrique inauguré en 1909 pour accueillir les patients du Haut-Rhin. C'est un ensemble de 43 pavillons répartis dans un grand parc parcouru par 5 km de route.